# Bornit
Bornit (Haidinger, 1845), chemický vzorec Cu5FeS4, je kosočtverečný minerál. Synonymické názvy jsou např. erubescit, chalkomiklit, purpurová měď, pestrá měděná ruda, paví ruda (dle nabíhání barev). Pojmenován po: Ignác Antonín Born (1742–1791), rakouský osvícenec, mineralog, geolog, montanista a svobodný zednář maďarského původu.

## Původ
Magmatický – je součástí bazických hornin, například v ofiolitech v Itálii, typický je jako součást porfyrických rud mědi.
Hydrotermální – je druhotným minerálem žil Sn-W, Sn-Cu, Cu-As a Cu-křemen.
Metamorfní – zastoupen ve skarnových ložiscích a greisenech.
Sedimentární – z měděných břidlic.
Vytváří tři polymorfní modifikace
- vysokoteplotní - kubický, stabilní nad 288 °C, Fm3m, a=5,50
- nízkoteplotní pseudotetragonální, Pbca, za vyšších teplot přechází na kubickou modifikaci
- kubický Fd3m, a=10,94

## Morfologie
Vzácnější jsou krystaly, které mají tvar dodekaedru, hexaedru, zřídka oktaedru. Většinou celistvý, zrnitý, masivní či jako vtroušeniny.

## Vlastnosti

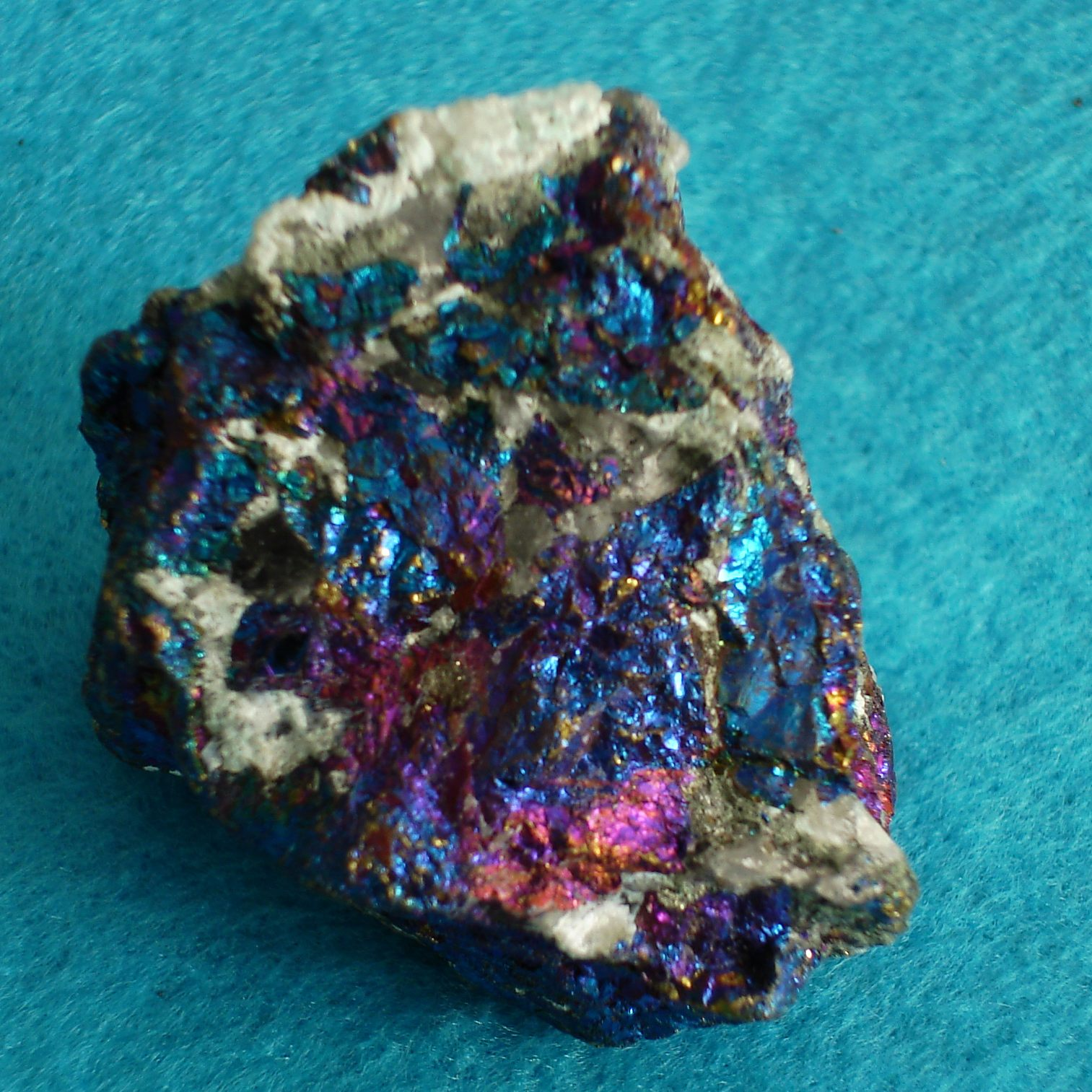
typické náběhové barvy u bornitu

- Fyzikální vlastnosti: Tvrdost 3, křehký, hustosta 4,9-5,3 g/cm³, štěpnost nedokonalá podle {111}, lom nerovný, lasturnatý.
- Optické vlastnosti: Barva měděně červená, bronzově hnědá, na vzduchu nabíhá do pestrých barev – modrofialová, purpurová... Lesk kovový, průhlednost: opakní, vryp černý, tmavě šedý.
- Chemické vlastnosti: Složení: Fe 11,13 %, S 25,56 %, Cu 63,31 %, stopové příměsi Ag, Ge, Bi, In, Pb. Rozpustný v HNO3 a v koncentrované HCl. Taví se v magnetickou kuličku.

## Podobné minerály
- covelin, germanit, pyrhotin, nikelín, umganit, reniérit

## Parageneze
V magmatických horninách s ilmenitem, chromitem, chalkozínem, chalkopyritem, pyritem, křemenen, na hydrotermálních žilách s apatitem, prehnitem, zeolity

## Získávání
Důlní, povrchová těžba jako ruda mědi, vedlejší produkt při těžbě polymetalických ložisek, měděných břidlic.

## Využití
Důležitá ruda mědi, které obsahuje až 63% (např. Haiti).

## Naleziště
- Česká republika
  - Jáchymov - typová lokalita minerálu
  - Vrančice
  - Zlaté Hory
  - Bukov
  - Horní Slavkov
  - Cínovec
  - Rybnice
  - Horní Vernéřovice
- Evropa kusový bornit z Malužiné, Nízké Tatry
  - Cornwall

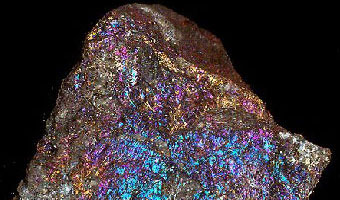
kusový bornit z Malužiné, Nízké Tatry

  - Sangerhausen, Mansfeld, Bastetal (Německo)
  - Lubin, Kowary (Polsko)
  - Vaulry (Francie)
  - Glava (Švédsko)
- Afrika
  - Ookiep, Insizwe, Messina (JAR)
  - Likasi, Kipushi (DR Kongo)
  - Talate (Maroko)
  - Henderson, Tsumeb (Namibie)
- Amerika
  - Butte (Montana), Bristol (Connecticut), Bisbee (Arizona, USA)
  - Tamaya (Chile)
  - San Marcos (Mexiko)
- Asie
  - Džezakzgan (Kazachstán)
  - Uzeľga (Rusko)
- Austrálie - Wyloo, Bura, Broken Hill